# Caio Ribeiro
Caio Ribeiro Decoussau (São Paulo, 16 de agosto de 1975) é um comentarista esportivo e ex-futebolista brasileiro que atuava como atacante.
Integrante do Grupo Globo desde 2007, comenta nas transmissões de futebol da Globo na TV aberta e na TV fechada (canais Premiere e SporTV).

## Carreira

### Início
Caio foi revelado nas categorias de base do São Paulo e ganhou fama no futebol brasileiro ao participar das últimas formações do São Paulo de Telê Santana, que no início da década de 1990 foi bicampeão da Copa Libertadores da América e da Copa Intercontinental.
Em pouco mais de três anos, foram 90 jogos e 33 gols marcados com a camisa do tricolor paulista.

### Internazionale e Napoli
Em 1995, após se destacar no Mundial Sub-20, Caio chamou a atenção da Internazionale, que tinha acabado de ser comprada pelo magnata italiano Massimo Moratti. Moratti, que injetaria muito dinheiro no clube por mais de uma década, via em Caio um diamante a ser lapidado, e por isso gastou 2,5 milhões de libras na sua contratação.
Na sua primeira temporada na equipe, Caio foi escalado apenas seis vezes pelo treinador Roy Hodgson. Não conseguiu lidar com a pressão e era reserva de Marco Branca e Maurizio Ganz.
Foi então emprestado ao Napoli, onde também não se saiu bem e minou sua popularidade com as equipes italianas. Em 21 partidas na equipe, marcou apenas um gol, contra a Lazio, nas quartas de final da Copa da Itália. Caio também marcou em seu pênalti na disputa da marca fatal contra a Internazionale, na semifinal. O Napoli foi vice-campeão da Copa.

### Santos
Em 1997, com apenas 22 anos, Caio retornou ao Brasil para atuar pelo Santos. Foi pela equipe santista que o atacante conquistou o primeiro título de expressão nacional, o Torneio Rio-São Paulo, faturado em cima do Flamengo.

### Flamengo
Foi somente a partir de 1998, quando passou a vestir a camisa do Flamengo, que Caio voltou a destacar-se. Vestindo a camisa 16, ele chegou ao rubro-negro carioca com o propósito de formar dupla de ataque com Romário. Todavia, suas atuações irregulares fizeram com que o jogador entrasse, na maioria das vezes, no decorrer das partidas, sem assim, se firmar como titular. Porém, mesmo entrando no segundo tempo, ele era boa opção e sempre "botava fogo" na partida, o que o tornou "xodó" da torcida rubro-negra. Entretanto, sempre que começava uma partida como titular, seu rendimento era abaixo do esperado e, com isso, a mídia esportiva deu início às primeiras contestações quanto à real qualidade de seu futebol.
Em 1998, no seu primeiro ano, Caio marcou apenas três gols em 31 partidas.
Em 1999, no seu segundo ano no rubro-negro, as coisas começaram a mudar. A saída de Romário fez com que Caio ganhasse uma vaga definitiva no setor ofensivo rubro-negro, e o jogador acabou sendo decisivo na conquista da Copa Mercosul, marcando três gols nos dois jogos da decisão (dois no primeiro e um no segundo).
Ainda em 1999, Caio entrou para a história do Flamengo de forma curiosa: foi o primeiro jogador de linha a ter de jogar como goleiro no decorrer de uma partida pelo clube. O fato aconteceu em 11 de setembro, pelo Campeonato Brasileiro, contra o Gama. Na ocasião, o goleiro Clemer foi expulso por defender uma bola fora da área e impedir o gol da equipe brasiliense. Caio, que havia entrado no jogo por meio da terceira substituição, ficou invicto nos dez minutos restantes, garantindo o empate por 1–1.
| “ | Toda véspera de jogo a gente faz aqueles dois toques e eu sempre gostava de brincar no gol. Era goleiro titular do rachão. Nós já tínhamos feito as três substituições e não podia mais mexer. Eu queria ficar na linha. Estava 1–1, queria fazer gol e garantir meu lugar de titular no Flamengo. Os caras falavam: "Caio, é você, vai pro gol" e eu fingia que não ouvia. Aí veio o Romário e ele tinha aquela coisa do ídolo. Quando ele falou que era eu, fui para o gol. Na hora que eu fui para gol, me senti uma formiga, um anão. Falei: "Meu Deus, o que que eu tô fazendo aqui." Peguei duas, três bolas. Pelo menos fiz a minha parte, não tomei gol. | ” |

Esta atitude fez com que ele ganhasse de vez o carinho dos torcedores rubro-negros.

### Retorno ao Santos e Fluminense
Em 2000, Caio voltou a jogar pelo Santos, não teve muito destaque e em seguida, transferiu-se para o Fluminense.
Caio fez parte do projeto de recuperação do Tricolor Carioca, que acabara de voltar para a primeira divisão do futebol brasileiro. O jogador foi decisivo na ótima campanha no Brasileiro de 2001.
Sua última competição com a camisa tricolor foi o Rio-São Paulo de 2002.

### Retorno ao Flamengo
A segunda passagem de Caio pelo Flamengo deu-se no segundo semestre de 2002. Ele foi o primeiro grande reforço do clube para a disputa da Copa dos Campeões daquele ano. Sua contratação só foi possível após ele aceitar uma redução de salário. "Tenho consciência da realidade atual do Flamengo e do futebol brasileiro. O mais importante agora não é a questão salarial. O principal é que volto para reencontrar o prazer de jogar e a torcida que sempre me respeitou e ajudou", disse ele, no dia de sua apresentação.
Em sua segunda passagem pelo clube, fez oito partidas e não marcou nenhum gol.

### Grêmio e Oberhausen
Passou ainda pelo Grêmio, antes de ir para a Alemanha, onde jogou pelo modesto Rot-Weiss Oberhausen.

### Botafogo
Em junho de 2004, chegou ao Botafogo e ajudou a equipe carioca na luta contra o rebaixamento no Campeonato Brasileiro daquele ano. No ano seguinte, contribuiu para levar o Alvinegro à classificação para a Copa Sul-Americana.
A exemplo do que ocorrera em outros clubes por que passara, Caio nunca se firmou como titular absoluto. Volta e meia, o jogador se lesionava e, graças à concorrência acirrada dos outros atacantes do time, muitas vezes teve de se sentar no banco de reservas. Em 2005, aos trinta anos, optou por encerrar a carreira, tendo atuado profissionalmente pela última vez pelo próprio Botafogo. Caio foi considerado um jogador muito habilidoso, todavia era criticado por ter baixo rendimento em momentos importantes. Abandonou os gramados prematuramente, quando resolveu voltar a São Paulo e dedicar-se à família e aos amigos.

## Seleção Nacional
Pela Seleção Brasileira Sub-20, Caio ajudou a equipe a conquistar o vice-campeonato mundial da categoria (a equipe foi derrotada na final pela Argentina do capitão Juan Pablo Sorín) em 1995. Como camisa 9, o então atacante são-paulino anotou cinco gols em seis partidas e foi eleito o melhor jogador daquele Mundial.
Em 1996, enquanto atuava pelo Napoli, Caio foi pela primeira vez convocado para a Seleção Brasileira Sub-23. Naquele ano o jogador disputou a terceira edição da Copa Ouro, organizada pela CONCACAF, fazendo dupla de ataque com Sávio. Disputou ainda o Torneio Pré-Olímpico no mesmo ano, ajudando a equipe a sagrar-se campeã. Este torneio guarda boas lembranças para Caio: o atacante teve grande atuação e fez um poker-trick numa partida contra a Bolívia, ou seja, marcou quatro gols na goleada brasileira por 4–1.
Pela Seleção Brasileira principal, atuou em quatro jogos (três vitórias e uma derrota) e marcou três gols. No total, somando as equipes Sub-20 e Sub-23, Caio vestiu a camisa amarelinha em 20 partidas e marcou sete gols.
Partidas nas Seleções Sub-20 e Sub-23
| #  | Data                    | Partida                   | Torneio                                                 | Gols |
| -- | ----------------------- | ------------------------- | ------------------------------------------------------- | ---- |
| 1  | 11 de janeiro de 1995   | Brasil 5–1 Paraguai       | Campeonato Sul-Americano de Futebol Sub-20              |      |
| 2  | 15 de janeiro de 1995   | Brasil 1–0 Colômbia       | Campeonato Sul-Americano de Futebol Sub-20              |      |
| 3  | 22 de janeiro de 1995   | Brasil 5–0 Equador        | Campeonato Sul-Americano de Futebol Sub-20 - Fase Final |      |
| 4  | 23 de janeiro de 1995   | Brasil 2–0 Chile          | Campeonato Sul-Americano de Futebol Sub-20 - Fase Final |      |
| 5  | 29 de janeiro de 1995   | Brasil 2–0 Argentina      | Campeonato Sul-Americano de Futebol Sub-20 - Fase Final |      |
| 6  | 10 de março de 1995     | Brasil 2–1 Costa Rica     | Jogos Pan-Americanos                                    | 0    |
| 7  | 18 de março de 1995     | Brasil 0–0 (7–8) Honduras | Jogos Pan-Americanos - 4as de final                     | 0    |
| 8  | 14 de abril de 1995     | Brasil 6–0 Síria          | Copa do Mundo Sub-20                                    |      |
| 9  | 17 de abril de 1995     | Brasil 0–0 Rússia         | Copa do Mundo Sub-20                                    |      |
| 10 | 19 de abril de 1995     | Brasil 2–0 Catar          | Copa do Mundo Sub-20                                    |      |
| 11 | 23 de abril de 1995     | Brasil 2–1 Japão          | Copa do Mundo Sub-20 - 4as-final                        |      |
| 12 | 25 de abril de 1995     | Brasil 1–0 Portugal       | Copa do Mundo Sub-20 - Semi-final                       |      |
| 13 | 28 de abril de 1995     | Argentina 2–0 Brasil      | Copa do Mundo Sub-20 - Final                            |      |
| 14 | 18 de fevereiro de 1996 | Brasil 4–1 Peru           | Torneio Pré-Olímpico Sul-Americano Sub-23               |      |
| 15 | 21 de fevereiro de 1996 | Brasil 3–1 Paraguai       | Torneio Pré-Olímpico Sul-Americano Sub-23               |      |
| 16 | 23 de fevereiro de 1996 | Brasil 4–1 Bolívia        | Torneio Pré-Olímpico Sul-Americano Sub-23               | 4    |
| 17 | 27 de fevereiro de 1996 | Brasil 0–0 Uruguai        | Torneio Pré-Olímpico Sul-Americano Sub-23               |      |
| 18 | 1 de março de 1996      | Brasil 5–0 Venezuela      | Torneio Pré-Olímpico Sul-Americano Sub-23 - Fase Final  |      |
| 19 | 3 de março de 1996      | Brasil 3–1 Uruguai        | Torneio Pré-Olímpico Sul-Americano Sub-23 - Fase Final  |      |
| 20 | 6 de março de 1996      | Argentina 2–2 Brasil      | Torneio Pré-Olímpico Sul-Americano Sub-23 - Fase Final  |      |

- Fonte:11v11.com

Partidas na Seleção principal
| # | Data                  | Partida                   | Torneio                            | Gols |
| - | --------------------- | ------------------------- | ---------------------------------- | ---- |
| 1 | 12 de janeiro de 1996 | Brasil 4–1 Canadá         | Copa Ouro da CONCACAF              | 1    |
| 2 | 14 de janeiro de 1996 | Brasil 5–0 Honduras       | Copa Ouro da CONCACAF              | 2    |
| 3 | 18 de janeiro de 1996 | Estados Unidos 0–1 Brasil | Copa Ouro da CONCACAF - Semi-final | 0    |
| 4 | 21 de janeiro de 1996 | Brasil 0–2 México         | Copa Ouro da CONCACAF - Final      | 0    |

- Fonte:11v11.com

## Pós-aposentadoria

### Comentarista esportivo
Em 2007, dois anos após sua aposentadoria dos gramados, o ex-jogador decidiu por fazer um curso de especialização em Gestão no Esporte. Paralelamente a isto, passou a trabalhar também como comentarista esportivo na Rádio Globo e no SporTV, canal que também pertence às Grupo Globo.
Em 2008, com o destaque no SporTV, foi promovido e passou a ser comentarista também nas transmissões de futebol da TV Globo em São Paulo, no cargo que antes era ocupado por Walter Casagrande, que havia sido afastado devido à sua dependência química. Cerca de um ano e meio depois, com o retorno de Casagrande, os dois passaram então a comentar juntos os jogos transmitidos pela Globo paulista.
Caio veio a conquistar bastante notoriedade nacional ao fazer parceria com Tiago Leifert no programa Central da Copa, exibido pela Rede Globo durante a Copa do Mundo de 2010, que obteve altos índices de audiência. A notoriedade foi tanta, que a emissora manteve a atração mesmo após o final da Copa, e o Central da Copa permaneceu sendo exibido após ou durante os jogos da Seleção Brasileira.

### Comentarista em jogos eletrônicos
Ao lado do narrador Gustavo Villani, Caio comenta os jogos da série FIFA, a partir do FIFA 13, além de fazer comentar o jogo 2014 FIFA World Cup Brazil em 2014. Anteriormente, comentava junto do apresentador Tiago Leifert, que deixou de narrar a franquia de jogos eletrônicos a partir do jogo FIFA 21.

## Títulos
São Paulo
- Supercopa Libertadores: 1993
- Copa CONMEBOL: 1994
- Recopa Sul-Americana: 1994

Santos
- Torneio Rio-São Paulo: 1997

Flamengo
- Copa Mercosul: 1999
- Campeonato Carioca: 1999
- Taça Guanabara: 1999

Seleção Brasileira
- Campeonato Sul-Americano Sub-20: 1995
- Torneio Pré-Olímpico: 1996

### Prêmios individuais
- Melhor jogador do Campeonato Sul-Americano Sub-20: 1995